# Plac Teatralny w Lublinie
 Plac Teatralny w Lublinie — plac w centrum Lublina, położony w dzielnicy Śródmieście, przy Al. Racławickich. Jest częścią kompleksu Centrum Spotkania Kultur.

## Historia
Plac został otwarty wraz z CSK w 2015 roku. Wcześniej od lat 70. XX trwała tam budowa teatru, która została przerwana przez kryzys lat 80. 22 listopada 2015 r. uroczyście odsłonięto tablicę z nazwą placu.

## Opis
Plac wyłożony jest płytami betonowymi. Wzdłuż Al. Racławickich znajdują się ławki w formie betonowych bloków. Całość utrzymana jest w stylu brutalistycznym podobnie jak całe CSK. Plac służy często jako miejsce wydarzeń kulturalnych. Zajmuje on powierzchnię ok. 2,5 tys. m².
We wrześniu 2022 na placu ustawiono ławkę patriotyczną, której koszt wyniósł ponad 100 tysięcy złotych. Zdemontowano ją po kilku tygodniach. 
27 stycznia 2024 na placu odsłonięto pomnik Lecha Kaczyńskiego. 